# Thrasychiroides moporanga
Espèce
Thrasychiroides moporanga est une espèce d'opilions eupnois de la famille des Neopilionidae.

## Distribution
Cette espèce est endémique de l'État de São Paulo au Brésil. Elle se rencontre vers Santo André.

## Description
Le mâle holotype mesure 2,88 mm

## Systématique et taxinomie
Cette espèce a été décrite par Pinto-da-Rocha, Bragagnolo et Tourinho en 2014.

## Publication originale
- Pinto-da-Rocha, Bragagnolo & Tourinho, 2014 : « Three new species of Thrasychiroides Soares & Soares, 1947 from Brazilian Mountains (Opiliones, Eupnoi, Neopilionidae). » Zootaxa, no 3869, p. 469–482.